# Hordilești
Hordilești – wieś w Rumunii, w okręgu Vaslui, w gminie Cozmești. W 2011 roku liczyła 37 mieszkańców.